# Bedrijfsanalyse
Bedrijfsanalyse is een expertise die ingezet wordt om ontwikkelingen, behoeften en problemen binnen een organisatie in kaart te brengen. Hierbij wordt een brede set aan  methoden ingezet. De bedoeling hierbij is om strategieën of adviezen te formuleren waarmee de organisatie zich kan verbeteren of verder ontwikkelen. De informatie die door de analisten wordt geleverd dient ter ondersteuning van de beleidsvoering. Bedrijfsanalyse is daarmee voor het management een belangrijk instrument in het nemen van de juiste beslissingen en het behalen van strategische doelen. Bedrijfsanalisten bewegen zich bewust door alle lagen van de organisatie (alle lagen van het management en alle afdelingen) om daarmee een zo compleet mogelijk beeld te vormen. bedrijfsanalyse wordt niet alleen in het bedrijfsleven toegepast maar net zo goed binnen de overheid.
Een aantal toegepaste raamwerken waarmee analyses uitgevoerd worden, zijn:
- STEP-analyse: Waarbij naar Sociale, Technologische, Economische, en Politieke factoren wordt gekeken. Er zijn verschillende varianten van de STEP waarbij extra factoren worden meegenomen.
- Sterkte-zwakteanalyse of meer compleet SWOT-analyse
- SCOPAFIJTH: Waarbij een heel scala van tien factoren worden belicht.
- Vijfkrachtenmodel: Waarbij de macht van verschillende spelers op een organisatie wordt doorgelicht, de leveranciers, de afnemers, nieuwe toetreders, concurrenten en de verkrijgbaarheid van substituten en complementaire goederen.
- Het doorlichten van de waardeketen van een bedrijf om te onderzoeken waar verbeteringen of efficiëntie benodigd is.
- BCG-matrix: Om de marktpositie van verschillende producten in kaart te brengen.

Bij het uitvoeren van de analyses worden gesprekken gevoerd met medewerkers, klanten en andere belanghebbenden. Er worden experts geraadpleegd en onderzoeksrapporten gelezen. Een deel van de benodigde informatie ligt opgesloten in de eigen databases van de organisatie. om hier inzicht in te krijgen wordt gebruik gemaakt van business intelligence en data science. Een hulpmiddel bij het bewaken van de strategie is hanteren van kritieke prestatie-indicator waarmee objectief gemeten wordt of men nog op de juiste koers zit.